# From Denver to L.A.
From Denver to L.A. è una canzone scritta da Francis Lai e Hal Sharper e cantata dall'artista britannico Elton John, apparsa come singolo nel 1970.
Quando fu registrata Elton era ancora praticamente sconosciuto. In seguito ebbe un grande successo, al punto tale da far valutare l'idea di pubblicare un 45" della colonna sonora dalla quale proveniva (The Games Soundtrack). Però, la casa discografica di Elton bloccò il tutto.
Il singolo è oggi noto tra i collezionisti per la sua estrema rarità; tra l'altro, sul disco la rockstar viene erroneamente citata come Elton Johns (anche sul 45" promo viene compiuto lo stesso errore).